# Lepelstraat (Haarlem)
De Lepelstraat is een straat in de Noord-Hollandse stad Haarlem. De straat is gelegen in de Binnenstad in het centrum van de stad. De straat verbindt de Grote Markt met de Oude Groenmarkt en de Spekstraat. Aan de oostzijde bevindt zich de Grote- of St. Bavokerk en aan de westzijde de Vleeshal.
De huizen aan Lepelstraat 1 en 5, beide tegen de Grote- of St. Bavokerk aangebouwd, werden in 1969 aangewezen als rijksmonument.